# アビゲイル (映画)
『アビゲイル』（原題:Abigail）は2024年のアメリカ合衆国のホラー映画。監督はマット・ベティネッリ＝オルピンとタイラー・ジレット、主演はメリッサ・バレラが務めた。本作はアンガス・クラウドの遺作でもある。

## ストーリー
ある犯罪者たちが裏社会の大物の娘・アビゲイルを誘拐することに成功し、5000万ドルの身代金を得られるものと思い込んでいた。ところが、犯罪者集団の一人であるジョーイが、アビゲイルに危害を加えないと約束した際、彼女から憐れむ言葉をかけられる。彼女の正体は吸血鬼であり、監禁したと思っていたジョーイたちは逆に閉じ込められてしまう。

## キャスト
※括弧内は日本語吹替。
- アビゲイル：アリーシャ・ウィアー（英語版）（水瀬郁）

裏社会の大物の娘。外見は12歳の少女だが正体は古代から生き続ける吸血鬼。
- ジョーイ：メリッサ・バレラ（英語版）（下山田綾華）[4]

女性軍人で薬物中毒者。身代金目的で犯罪者集団の一員となる。
- フランク：ダン・スティーヴンス（平川大輔）

元刑事。身代金目的で犯罪者集団の一員となる。
- サミー：キャスリン・ニュートン（坂本悠里）

上流階級育ちのハッカー。身代金目的で犯罪者集団の一員となる。
- リックルズ：ウィリアム・キャトレット（英語版）（宮崎遊）

海兵隊の狙撃兵。身代金目的で犯罪者集団の一員となる。
- ピーター：ケヴィン・デュランド（かぬか光明）

元暴徒。身代金目的で犯罪者集団の一員となる。
- ディーン：アンガス・クラウド（村井雄治）

運転手。身代金目的で犯罪者集団の一員となる。
- ランバート：ジャンカルロ・エスポジート（丸中康司）

犯罪者軍団の首謀者。
- クリストフ・ラザール：マシュー・グード

アビゲイルの父。悪名高い裏社会の大物。正体は古代から生き続ける吸血鬼。

## 製作
2023年4月11日、マット・ベティネッリ＝オルピンとタイラー・ジレットが本作の監督を務めることになったと報じられた。元々、2人は『スクリーム』（2022年）の次回作として本作を手掛ける予定だったが、ユニバーサル・ピクチャーズが『スクリーム6』の製作を急いでいたため、そちらを先に監督することになった。13日、メリッサ・バレラの出演が決まった。5月、ダン・スティーヴンス、ケヴィン・デュランド、アリーシャ・ウィアー、アンガス・クラウド、キャスリン・ニュートン、ウィリアム・キャトレットが起用されることになった。6月14日、ジャンカルロ・エスポジートがキャスト入りした。

### 撮影・音楽
本作の主要撮影は2023年6月30日にアイルランドのダブリンで始まり、『Abducting Abigail』という仮タイトルの下で行われた。撮影は全米映画俳優組合のストライキで中断を余儀なくされたが、同年12月に終了した。
なお、アンガス・クラウドは2023年7月31日に亡くなったが、出演シーンの撮影は既に終了していた。
2024年1月11日、ブライアン・タイラーが本作で使用される楽曲を手掛けるとの報道があった。4月19日、バック・ロット・ミュージックが本作のサウンドトラックを発売した。

## 公開・マーケティング
2024年1月12日、本作のオフィシャル・トレイラーが公開された。4月5日、本作のオフィシャル・トレイラー第2弾が公開された。7日、本作はオーヴァールック映画祭でプレミア上映された。
2024年6月26日、日本版オフィシャル・トレイラーが公開される。

## 興行収入
本作は『アンジェントルメン』や『劇場版 SPY×FAMILY CODE: White』と同じ週に公開され、公開初週末に1200万ドルから1500万ドルを稼ぎ出すと予想されていたが、実際の数字はそれを下回った。2024年4月19日、本作は全米3384館で封切られ、公開初週末に1029万ドルを稼ぎ出し、週末興行収入ランキング初登場2位となった。